# 卡尔马尔·亚诺什
卡尔马尔·亚诺什（匈牙利語：Kalmár János，1942年4月16日—），匈牙利男子击剑运动员。他曾代表匈牙利参加1968年夏季奥林匹克运动会击剑比赛，获得男子团体佩剑铜牌。